# بيكي هيل
بيكي هيل (بالإنجليزية: Becky Hill)‏ هي مغنية مؤلفة ومغنية بريطانية، ولدت في 14 فبراير 1994 في Bewdley ‏ في المملكة المتحدة.

## وصلات خارجية
- الموقع الرسمي
- بيكي هيل على موقع IMDb (الإنجليزية)
- بيكي هيل على موقع ميوزك برينز (الإنجليزية)
- بيكي هيل على موقع أول ميوزيك (الإنجليزية)
- بيكي هيل على موقع ديسكوغز (الإنجليزية)